# 중간배당
중간배당이란 연 1회의 결산기를 정한 회사가 정관규정에 따라 영업연도의 중간에 1회에 한하여 이사회의 결의로 주주에게 금전배당을 하는 것을 말한다.

## 참고 문헌
1. ↑  제462조의3 제1항